# Língua lokono
A língua arauaque ou lokono (também chamada lokono dian por seus falantes) é uma língua pertencente à família linguística aruaque, falada pelo povo lokono por menos de 2.000 pessoas na região das Guianas, sendo 1500 na Guiana e algumas centenas na Guiana Francesa, Suriname e Venezuela. A língua encontra-se em situação severamente ameaçada de acordo com a UNESCO.

## Etimologia
Arauaque é um exônimo que se deriva do nome dado pelos colonizadores da região das Guianas para um grupo ameríndio da zona costeira da Guiana, Suriname, Guiana Francesa e Guiana Venezuelana. Falantes da língua utilizam o endônimo "lokono", que pode se traduzir como "as pessoas". Eles chamam sua língua de lokono dian, "a língua das pessoas".

## Distribuição

### Distribuição geográfica

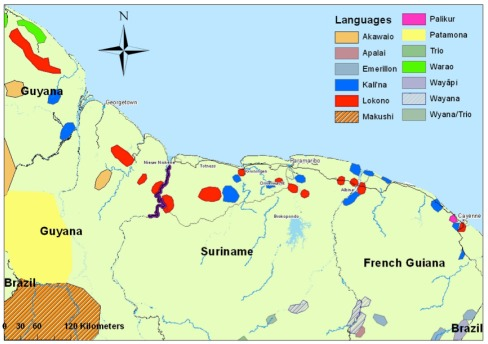
Distribuição do território da língua lokono nas Guianas (em vermelho)

A língua lokono é falada na região das guianas, em especial nas áreas ao norte da Guiana Francesa, Suriname e Guiana.

### Dialetos e línguas relacionadas
A língua lokono possui dois dialetos mutualmente inteligíveis: o lokono ocidental (ou lokono da Guiana) é falado na Guiana e o lokono oriental (ou lokono do Suriname) é falado no Suriname e na Guiana Francesa. O dialeto ocidental é mais conservador na questão de processos fonológicos. Os dois dialetos também diferem léxica e sintaticamente por conta de um longo contato com outras línguas (warao, akawaio, kali’na, inglês, inglês crioulo da Guiana no caso do dialeto ocidental e holandês, sranantongo e kali’na no caso do dialeto oriental). Há pouco material linguístico recente sobre o dialeto ocidental, o que torna impossível uma comparação detalhada atualmente. 
| Português | Lokono                     | Guajiro (Wayuu)            | Paraujano (Añun) |
| --------- | -------------------------- | -------------------------- | ---------------- |
| jacaré    | kajʊkʊthi, arará, dɨrɨdɨrɨ | kajuuʃi, maʔlua            | keiwi            |
| peixe     | hime                       | hime                       | ɨjɨ / (h)ɨi      |
| árvore    | ada                        | wunuʔu, ata ("pau-brasil") | kunun            |
| sol       | (h)adali                   | kaʔi                       | kai              |
| água      | ʊni-a-bʊ / iniabʊ / -nia   | wɨin                       | wiin             |
| areia     | mʊthʊkʊ, masari            | hasai, muaku (?)           | mmo              |
| fogo      | (h)ik(i)hi + -(i)hime      | siki                       | ʃikɨ             |
| caminho   | (a)bɨna, wabʊ-rʊkʊ         | -(a)pɨna + wopu            | wopu, wapɨ       |
| montanha  | hʊɽʊɽʊ-si                  | úutʃi, namɨ́na, kamɨnaʃi    | uutʃɨ, utatʃi    |
| novo      | (h)emelia                  | heke[-tʃi], -tɨ, himaʔali  | hake-tɨ + iirorɨ |
| bom       | sa, sabá (bonito)          | ana                        | anaɨ             |
| saber     | -aith-a / -ithi / *-aditha | atɨ-ha                     | -taa             |
| três      | kabɨn                      | apɨnɨin                    | apani            |

| Português | Lokono  | Iñeri    | Marawá  |
| --------- | ------- | -------- | ------- |
| orelha    | -dike   | -arikai  | -adekiĩ |
| olho      | -ku-si  | -aku-si  | -aku-zi |
| nariz     | -siri   | -isiri   | -iziri  |
| língua    | -(ɨ)je  | -(i)ȷ͂eȷ͂e | -ijã    |
| unha      | -bada   | -bara    | -bara   |
| pé        | -kuthi  | -kuti    | -kuti   |
| braço     | -dɨna   | -rɨna    | -dɨna   |
| anta      | kama    |          | kama    |
| quati     | kibihi  |          | kibiti  |
| noite     | -ori    | -ari     | ati     |
| dormir    | -dumVka | -rumVka  | -dɨmɨka |
| banhar-se | -aka    |          | -akia   |

## Fonologia

### Consoantes
A língua lokono possui 17 fonemas consonantais.
|                   | Bilabial | Alveolar | Retroflexa | Palatal | Velar | Glotal |
| ----------------- | -------- | -------- | ---------- | ------- | ----- | ------ |
| Aspirada oclusiva |          | tʰ       |            |         | kʰ    |        |
| Oclusiva surda    | p        | t        |            |         | k     |        |
| Oclusiva sonora   | b        | d        |            |         |       |        |
| Fricativa         | ɸ        | s        |            |         |       | h      |
| Nasal             | m        | n        |            |         |       |        |
| Aproximante       | w        | l        |            | j       |       |        |
| Vibrante          |          | r        | ɽ          |         |       |        |

### Vogais
A língua lokono possui 5 principais fonemas vocálicos.
|         | Anterior | Central | Posterior |
| ------- | -------- | ------- | --------- |
| Fechada | i        | ɨ       |           |
| Média   | e        |         | o         |
| Aberta  |          | a       |           |

## Ortografia
A língua lokono usa uma forma própria do alfabeto latino que apresenta 14 consoantes, 3 semivogais e 5 vogais.
| Alfabeto Lokono | Representação fonética | Aproximação com o português      |
| --------------- | ---------------------- | -------------------------------- |
| A a             | /a/                    | alma                             |
| B b             | /b/                    | bola                             |
| Č č             | /t͡ʃ/                   | tchau                            |
| D d             | /d/ /d͡ʒ/               | dor grande (no dialeto paulista) |
| E e             | /e/                    | mesa                             |
| F f             | /ɸ/                    | sem correspondência              |
| H h             | /h/                    | carro                            |
| I i             | /i/                    | quis                             |
| J j             | /j/                    | boia                             |
| K k             | /k/                    | camiseta                         |
| Kh kh           | /kʰ/                   | kiss, (inglês)                   |
| L l             | /l/                    | leite                            |
| Lh lh           | /ɽ/                    | madeira (sotaque caipira)        |
| M m             | /m/                    | molho                            |
| N n             | /n/ /ŋ/                | náutico sing (inglês)            |
| O o             | /o/ /u/                | mosca música                     |
| P p             | /p/                    | palhaço                          |
| R r             | /ɾ/ /r/                | touro rato                       |
| S s             | /s/ /ʃ/                | sol cheiro                       |
| T t             | /t/ /t͡ʃ/               | tempo tchau                      |
| W w             | /w/                    | principal                        |
| Y y             | /ɨ/                    | ybytyra (Tupi antigo)            |
| '               | /ʔ/                    | a pausa entre as vogais em ã-ã   |

## Gramática

### Pronomes pessoais
Os pronomes lokono se diferenciam em relação ao gênero, pessoa, humanidade e número. Os casos gramaticais (por exemplo, genitivo ou possessivo, obliquo) não são distinguidos morfologicamente. Assim, um pronome que ocorre como sujeito ou objeto de uma oração tem a mesma forma que aquele que ocorre como objeto de uma posposição ou possuidor em um sintagma nominal.
|             |            |                        | Anterior a um(a) verbo/substantivo/posposição | Anterior a um(a) verbo/substantivo/posposição | Após um(a) verbo/substantivo/posposição | Após um(a) verbo/substantivo/posposição |
| Forma livre | Forma fixa | Forma livre            | Forma fixa                                    |                                               |                                         |                                         |
| ----------- | ---------- | ---------------------- | --------------------------------------------- | --------------------------------------------- | --------------------------------------- | --------------------------------------- |
| Singular    | 1ª pessoa  | 1ª pessoa              | de                                            | da-                                           | de                                      | -                                       |
| Singular    | 2ª pessoa  | 2ª pessoa              | bi                                            | by-                                           | bo                                      | -                                       |
| Singular    | 3ª pessoa  | Masculino e humano     | li                                            | thy-                                          | dei                                     | -i                                      |
| Singular    | 3ª pessoa  | Não masculino e humano | tho                                           | thy-                                          | no                                      | -n                                      |
| Singular    | 3ª pessoa  | Não humano             | tho                                           | thy-                                          | no                                      | -n                                      |
| Plural      | 1ª pessoa  | 1ª pessoa              | we                                            | wa-                                           | we                                      | -o                                      |
| Plural      | 2ª pessoa  | 2ª pessoa              | hi                                            | hy-                                           | hy                                      | -                                       |
| Plural      | 3ª pessoa  | Humano                 | ne                                            | na-                                           | je                                      | -                                       |
| Plural      | 3ª pessoa  | Não humano             | tho                                           | thy-                                          | -                                       | -                                       |

### Pronomes, adjetivos e artigos demonstrativos
Os pronomes demonstrativos, artigos e adjetivos demonstrativos lokono estão intimamente relacionados aos pronomes pessoais tanto na forma quanto no significado; no entanto, eles ocorrem apenas na terceira pessoa. Assim como os pronomes pessoais, os pronomes demonstrativos são diferenciados de acordo com o número, gênero e características de humanidade. Eles são ainda diferenciados de acordo com a distância física ou psicológica do referente em relação ao falante e a quantidade de “apontar” ou “destacar” que o falante pretende. 
|                                                    | Artigo de distância neutra ou adjetivo demonstrativo | Adjetivo demonstrativo de distância neutra ou pronome | Adjetivo demonstrativo ligeiramente distante ou pronome | Adjetivo demostrativo distante ou pronome | Adjetivo demostrativo apontando distantemente ou pronome |
| -------------------------------------------------- | ---------------------------------------------------- | ----------------------------------------------------- | ------------------------------------------------------- | ----------------------------------------- | -------------------------------------------------------- |
| Singular, não masculino e humano Plural não humano | to                                                   | toho                                                  | tora                                                    | toraha                                    | torabo                                                   |
| Singular, masculino e humano                       | li                                                   | lihi                                                  | lira                                                    | liraha                                    | lirabo                                                   |
| Plural e humano                                    | na                                                   | naha                                                  | nara                                                    | naraha                                    | narabo                                                   |

### Sentença
A ordem oracional da língua lokono é sujeito-verbo-objeto exceto que as sentenças estativas e atributivas têm um padrão verbo-sujeito. A maioria dos modificadores de substantivos precedem seus núcleos, e a linguagem tem posposições, em vez de preposições. Palavras interrogativas, pronomes relativos e constituintes focados aparecem na periferia esquerda da frase. 

## Vocabulário

### Números
O sistema tradicional de contagem lokono no Suriname usa uma combinação de números de base cinco, base dez e base vinte. Os números de um a quatro, aba, bian, kabyn e bithi, são primitivos. ‘Cinco’ ((a)badakhabo) é uma combinação de "aba", o número um, e da-khabo, que significa minha mão. Os numeros de seis a nove são construídos usando os primeiros quatro números mais "thian" (sem significado conhecido). ‘Dez’ é "bian-da-khabo" ‘duas-minhas mãos’. ‘Vinte’ é "aba loko" ‘um homem’. Todos os outros números são compostos por combinações destes termos. Embora este sistema de contagem exista, ele é usado principalmente para os números de um a dezenove, pelo menos no Suriname; os números holandeses estão substituindo rapidamente os números Arawak para contagem além de dezenove.
| Número | Lokono       | Número | Lokono                        | Número | Lokono                       |
| ------ | ------------ | ------ | ----------------------------- | ------ | ---------------------------- |
| 0      | amakho       | 10     | biandakhabo                   | 20     | aba loko                     |
| 1      | aba          | 11     | biandakhabo diako abaro       | 30     | aba loko diako biandakhabo   |
| 2      | bian         | 12     | biandakhabo diako bian        | 40     | bian loko                    |
| 3      | kabyn        | 13     | biandakhabo diako kabyn       | 50     | bian loko diako biandakhabo  |
| 4      | bithi        | 14     | biandakhabo diako bithi       | 60     | kabyn loko                   |
| 5      | (a)badakhabo | 15     | biandakhabo diako badakhabo   | 70     | kabyn loko diako biandakhabo |
| 6      | (a)bathian   | 16     | biandakhabo diako bathian     | 80     | bithi loko                   |
| 7      | bianthian    | 17     | biandakhabo diako bianthian   | 90     | bithi loko diako biandakhabo |
| 8      | kabynthian   | 18     | biandakhabo diako khabynthian | 100    | (a)badakhabo loko            |
| 9      | bithithian   | 19     | biandakhabo diako bithithian  |        |                              |